# Von (onderdeel van adelspredicaat)
Von is een voorzetsel in vooral Duitse achternamen dat op adel kan wijzen. Na de Duitse Revolutie van 1918 werden adellijke titels onderdeel van iemands naam. Dit gebeurde ook bij dragers van het adellijke von. Het predicaat komt ook voor in Oostenrijk, Hongarije en Zwitserland. 
Bij de adellijke families wordt von beschouwd als een predicaat. Dit predicaat werd sinds 1630 toegekend bij het verlenen van adeldom. Er is een klein aantal Duitse adellijke families die het predicaat 'von' of een variant daarvan niet voeren, deze behoren vrijwel allen tot de Uradel of de oudere Briefadel. Een kleiner aantal adellijke huizen gebruikt von und zu, wat betekent dat ze niet alleen uit de genoemde plaats afkomstig zijn, maar daar momenteel ook nog verblijven. Een ander Uradellijk huis heet aus dem Winckel in plaats van von dem Winckel; de betekenis is dezelfde. Andere predicaten die men bij de Duitse adel tegenkomt zijn von dem, von der en vom. Ook de constructie "Genannt Von" komt in de Duitse adel voor. Een voorbeeld is "Bottlenburg Genannt Von Schirp".

## Adoptie in Duitsland
Men kan in Duitsland het adellijke von ook via adoptie verkrijgen (evenals de meeste voormalige adellijke Duitse titels). Dat is mogelijk omdat het predicaat sinds de afschaffing van de adel als stand deel van de familienaam is geworden. Men behoort dan echter niet tot de kring van de Duitse adel. Een voorbeeld van een persoon die het von via adoptie heeft verkregen is Joachim von Ribbentrop, de naziminister van Buitenlandse Zaken.

## Oostenrijk
Op 10 april 1919 werd in de Duitse Republiek Oostenrijk een wet, het "Gesetz über die Aufhebung des Adels, der weltlichen Ritter- und Damenorden und gewisser Titel und Würden", van kracht. Het voeren van het predicaat "von" werd verboden. Op overtreding van deze wet staat nog steeds een gevangenisstraf of geldboete. De Oostenrijkse dirigent Herbert von Karajan heeft het verbod altijd genegeerd. Toen hij dreigde om zijn geboorteland te boycotten wanneer zijn naam niet samen met het predicaat op aanplakbiljetten werd vermeld, stond de Oostenrijkse regering Herbert Karajan toe om de artiestennaam Herbert von Karajan te gebruiken.
Het Europees Hof voor de Rechten van de Mens (EHRM) oordeelde op 17 januari 2023, nummer 19475/20, in de zaak Künsberg Sarre v. Oostenrijk, dat het verbod tot het dragen van het predicaat "von" onverbindend is wegens schending van het privé- en familieleven van de klagers en derhalve in strijd met artikel 8 EVRM.

## Zwitserland
Het burgerlijke en egalitaire eedgenootschap staat het voeren van adellijke titels en het predicaat "von" toe, maar beide worden niet in de ambtelijke stukken opgenomen. De Zwitserse edellieden worden op "Personenstandsakten" wel mét hun predicaat vermeld.

## Hongarije
In de Hongaarse adel wordt het voorvoegsel "von" wel gebruikt, al dan niet met een "y" aan het einde van een aan een plaats ontleende naam. Zo is "Ecsedi" een burgerlijke naam met de betekenis "ecsediër" of "van Ecsed". "Ecsedy" of "von Ecsdey" is een naam die op adeldom duidt.

## Zweden en Noorwegen tot het einde van de 19e eeuw
In Zweden worden de voorvoegsels "af" en "von" allebei gebruikt. De betekenis is gelijk. In Noorwegen, waar de laatste edelman die nog tot de afgeschafte adelstand had behoord in 1892 stierf, leven nog leden van de oeradellijke familie Roos af Hjelmsäter.

## Geen adel
In Noord-Duitsland zijn er overigens ook vele families met een von die niet van adel zijn. In deze gevallen verwijst de naam naar de herkomst van de familie (zoals in het Nederlands).
Om zich te onderscheiden van de niet-adellijke geslachten die von in hun naam voeren schrijft de Duitse adel soms v., voorbeeld: Hans Schnorr v. Carolsfeld.